# Steve Woznick
Stephen Jon „Steve“ Woznick (* 14. Oktober 1949 in Oakland) ist ein ehemaliger US-amerikanischer Radrennfahrer.
1972 wurde Steve Woznick erstmals US-amerikanischer Meister auf der Bahn, im 1000-Meter-Zeitfahren; diesen Erfolg konnte er bis 1975 dreimal in Folge wiederholen. In dieser Disziplin startete er bei den Olympischen Spielen 1972 in München und belegte Platz zwölf in 1000-Meter-Zeitfahren. 1973 gewann er das Straßenrennen Fitchburg Longsjo Classic. 1973 wurde er US-amerikanischer Meister in der Mannschaftsverfolgung, gemeinsam mit John Chapmann, David Chauner und Joe Saling, 1974 und 1975 zudem US-amerikanischer Meister im Sprint.
1975 startete Woznick bei den Panamerikanischen Spielen in Mexiko-Stadt und errang im Sprint die Gold- sowie im Zeitfahren die Bronzemedaille. Bei seinem Sprintsieg stellte er einen nationalen Rekord über 200 Meter auf (10,7 Sekunden), der bis 1996 Bestand hatte. 1973, 1974 und 1975 startete er bei UCI-Bahn-Weltmeisterschaften.
2003 wurde Steve Woznick in die United States Bicycling Hall of Fame aufgenommen.